# HMS Warspite (1807)
El HMS Warspite fue un navío de línea de tercera clase de 74 cañones de la Marina Real Británica, botado en 1807. Participó en las guerras napoleónicas y fue dado de baja en 1815. En 1817 se convirtió en un buque de 76 cañones y dio la vuelta al mundo, visitando Australia. En 1840 se redujo a una fragata de 50 cañones de una sola cubierta y fue dada de baja en 1846. Se prestó como buque escuela a la Marine Society y se incendió en 1876.

## Hundimiento
Fue destruido por un incendio (se sospechó que fue provocado, pero nunca se demostró) el 3 de enero de 1876, cuando aún estaba prestado. De las 458 personas a bordo, sólo tres o cuatro se ahogaron. El pecio fue vendido a McArthur and Co el 2 de febrero de 1876.